# Václav Ort (stavitel)
Václav Ort (Orta) (7. července 1878 – 7. února 1935) byl městský stavitel v Bubenči a stavební rada.

## Život
Pocházel z rodiny kutnohorského ševce Václava Orta (1852-1898) a jeho ženy Růženy, rozené Nedvědové, byl jejich jediným synem. Po přesídlení rodiny do Prahy studoval stavitelství a posléze se oženil s Martou, rozenou Hustolesovou.

## Dílo
Mezi jím navržené stavby patří:
- bývalý obecní úřad čp. 8/XIX v Bubenči (stará bubenečská radnice a škola, spolupráce Alois Potůček, stavitel Jindřich Frolík, užívána od 27. listopadu 1905),
- pravděpodobně budova školy čp. 26/XIX se secesní fasádou kolem roku 1905, spolupráce Alois Potůček.
- nájemní dům čp. 683/XIX v ulici U Zeměpisného ústavu v Bubenči (1927).
- Je možné, že po 1. světové válce měl s Igorem Landou projekční ateliér, který realizoval nájemní domy v Dejvicích:
  - čp. 529/XIX v dnešní Evropské ulici (1927–28),
  - čp. 541/XIX ve Studentské ulici (1929). Další v Bubenči,
  - čp. 578/XIX v Terronské ulici,
  - čp. 777/XIX v dnešní Českomalínské ulici,
  - čp. 578 a 684/XIX v ulici U Zeměpisného ústavu.
  - puristický nájemní dům čp. 733/XIX v dnešní ulici V. P. Čkalova (1928-1929)
  - dům čp. 800/XIX v dnešní ulici Charlese de Gaulla.
  - nájemní dům čp. 729/XIX v ulici Čs. armády (1928)
  - rodinný dům čp. 1383/XIX v ulici Na Hanspaulce v Dejvicích (1928)
  - dům čp. 948/XIX na náměstí Interbrigágy v Bubenči (1932)
  - čp. 1091/XIX (obytný dům s obchody) v dnešní Jugoslávských partyzánů v Dejvicích (1935).
- samostatný návrh: Bubenečský dům čp. 663/XIX v Dejvické ulici z roku 1931.[2]